# Grand River Township (comté de Wayne, Iowa)
Grand River Township est un township du comté de Wayne en Iowa, aux États-Unis,.
Il est nommé en référence à Grand River (en), rivière qui traverse le township, au nord-est.

## Source de la traduction
- (en) Cet article est partiellement ou en totalité issu de l’article de Wikipédia en anglais intitulé « Grand River Township, Wayne County, Iowa » (voir la liste des auteurs).